# Thomaesche Funktion

Graph der thomaeschen Funktion auf (0,1)

Die thomaesche Funktion, benannt nach dem deutschen Mathematiker Carl Johannes Thomae (1840–1921), ist eine mathematische Funktion, die auf den rationalen Zahlen unstetig und auf den irrationalen stetig ist. Sie ist verwandt mit der Dirichlet-Funktion und hat wie diese keine praktische Bedeutung, sondern dient als Beispiel für Stetigkeit und weitere mathematische Themen.
Weitere Bezeichnungen in Anlehnung an den Graph sind Lineal-Funktion, Regentropfen-Funktion, Popcorn-Funktion (nach Popcorn in der Pfanne) oder nach John Horton Conway Sterne über Babylon.

## Definition
Die thomaesche Funktion wird als reellwertige Funktion {\displaystyle f\colon [0,1]\rightarrow [0,1]} definiert durch:
{\displaystyle f(x)=\left\{{\begin{array}{ll}{\frac {1}{q}}\ ,&{\text{wenn }}x={\frac {p}{q}}{\text{ mit teilerfremden nichtnegativen ganzen Zahlen }}p,q,\\0,&{\text{andernfalls}}.\end{array}}\right.}
Die thomaesche Funktion ist ein einfaches Beispiel einer Funktion, deren Menge der Unstetigkeitsstellen kompliziert ist. Genauer gilt: {\displaystyle f} ist stetig auf allen irrationalen Zahlen in [0,1] und unstetig auf allen rationalen Zahlen dieses Intervalls.
Das kann, grob gesagt, folgendermaßen gezeigt werden: Falls {\displaystyle x} irrational ist und {\displaystyle y} nahe bei {\displaystyle x} liegt, so ist entweder {\displaystyle y} irrational oder {\displaystyle y} eine rationale Zahl mit großem Nenner. In beiden Fällen liegt {\displaystyle f(y)} nahe bei {\displaystyle f(x)=0}. Ist andererseits {\displaystyle x} rational und {\displaystyle (y_{n})_{n\in \mathbb {N} }} eine Folge von irrationalen Zahlen in {\displaystyle [0,1]}, die gegen {\displaystyle x} konvergiert, so ist {\displaystyle (f(y_{n}))_{n\in \mathbb {N} }=(0)_{n\in \mathbb {N} }}, was nicht gegen {\displaystyle f(x)\neq 0} konvergiert.

## Verwandte Fragestellung
Umgekehrt gibt es jedoch keine Funktion, die stetig auf den rationalen Zahlen und unstetig auf den irrationalen Zahlen ist, denn die Menge der Unstetigkeitsstellen ist stets eine {\displaystyle F_{\sigma }}-Menge (Satz von Young), während aus dem baireschen Kategoriensatz folgt, dass die Menge der irrationalen Zahlen keine {\displaystyle F_{\sigma }}-Menge ist.

## Unstetigkeitsstellenmengen
Mithilfe einer Variante der thomaeschen Funktion kann man zeigen, dass jede beliebige {\displaystyle F_{\sigma }}-Teilmenge {\displaystyle A} des {\displaystyle \mathbb {R} ^{d}} auch tatsächlich als Unstetigkeitsstellenmenge einer Funktion {\displaystyle f_{A}\colon \mathbb {R} ^{d}\rightarrow \mathbb {R} } vorkommt. Ist nämlich {\displaystyle \textstyle A=\bigcup _{n=1}^{\infty }F_{n}} eine abzählbare Vereinigung abgeschlossener Mengen {\displaystyle F_{n}}, so setze man
{\displaystyle f_{A}(x):=\left\{{\begin{array}{ll}{\frac {1}{n}}\ ,&{\text{falls }}x\in A\cap \mathbb {Q} ^{d}{\text{ und }}n{\text{ minimal, so dass }}x\in F_{n},\\-{\frac {1}{n}}\ ,&{\text{falls }}x\in A\setminus \mathbb {Q} ^{d}{\text{ und }}n{\text{ minimal, so dass}}\ x\in F_{n}\ ,\\0\ ,&{\text{falls }}x\notin A.\\\end{array}}\right.}
Durch ein ähnliches Argument wie bei der thomaeschen Funktion sieht man, dass {\displaystyle A} die Menge der Unstetigkeitsstellen von {\displaystyle f_{A}} ist.